# Открытое письмо к мировой общественности
Открытое письмо к мировой общественности (арм. Բաց նամակ միջազգային հանրությանը) — письмо, подписанное 133 учёными и общественными деятелями с обращением к мировой общественности в связи с проводимыми в Азербайджанской ССР антиармянскими погромами и блокадой. Письмо было опубликовано в газете New York Times на правах рекламы 27 июля 1990 года.

## История
Открытое письмо к мировой общественности было опубликовано в газете New York Times 27 июля 1990 года — спустя полгода после погрома армян в Баку. В письме выражался протест против погромов армян на территории Азербайджанской ССР и требования их немедленного предотвращения, ими же осуждалась блокада Армении со стороны Азербайджана. Обращение являлось совместной инициативой Комитета по соблюдению Хельсинкских договоренностей Франции и ученых Международного философского колледжа (Париж), под открытым письмом поставили подпись 133 известных правозащитника, ученых и общественных деятеля из Европы, Канады и США.

## Текст обращения
ОТКРЫТОЕ ПИСЬМО
К МИРОВОЙ ОБЩЕСТВЕННОСТИ В СВЯЗИ С АНТИАРМЯНСКИМИ ПОГРОМАМИ В СОВЕТСКОМ СОЮЗЕ

Вновь наступила эра погромов — эра, которая, как мы полагали, завершилась. Армянское население Азербайджана в нынешнем году вновь стало жертвой преднамеренных зверств и недопустимых погромов.

Мы, ученые, писатели, преподаватели, политики, деятели искусства, хотим прежде всего выразить наше глубокое возмущение подобными варварскими акциями, которые, нам казалось, принадлежат прошлому человечества. Наше обращение следует рассматривать как осуждение творимых злодеяний. Мы ставим своей целью известить мировое общественное мнение о той продолжающейся опасности для будущего человечества, которую представляет подобная разновидность расизма. Нам причиняет боль то обстоятельство, что через полвека после уничтожения евреев в концентрационных лагерях нацистами и спустя сорок лет после принятия Всеобщей Декларации прав человека мы проявляем ту же беспомощность при грубом попирании прав человека.

Было бы непростительно сегодняшним молчанием способствовать увеличению числа жертв и их страданиям. Слишком серьёзным стало положение армян на Кавказе, и молчание становится недопустимым. Поэтому мы считаем своим моральным долгом встать на защиту подвергающегося опасности народа.

Более чем два года назад в Азербайджане начались активные притеснения армян. За резней армян в Сумгаите в феврале 1988 года последовали погромы в Кировабаде и Баку в ноябре 1988 года. Они продолжались в Баку и в других местах Азербайджана вплоть до января 1990 года. То обстоятельство, что погромы повторялись и совершались сходными методами, дают нам основание думать, что эти трагические события не являлись стихийными и непроизвольными. Более того, мы вынуждены полагать, что совершенные в отношении армянского меньшинства преступления стали последовательной практикой, если не официальной политикой в Советском Азербайджане.

По утверждению покойного Андрея Сахарова (New York Times, 26 ноября 1988 г.), эти погромы «представляют реальную угрозу уничтожения для армянского населения Азербайджана и Нагорно-Карабахской автономной области, 80 % населения которой составляют армяне».

Особое наше негодование вызывает то обстоятельство, что угроза направлена против армянского народа, который в 1915 году очень дорого заплатил за право быть самим собой в Османской империи. Там половина армянского населения стала жертвой Геноцида — наихудшего проявления расизма.

Но если погромы последнего времени пробудили в сознании незабываемые кошмары той резни, то нынешняя блокада Армении и Нагорного Карабаха, что продолжается с августа 1989 года, очертила перспективы иного способа геноцида.

Известно, что все грузы, следующие в Нагорный Карабах и 85 % — в Армению, проходят через Азербайджан. Поэтому не будет преувеличением сказать, что подобная блокада равносильна удушению Армении. В республике с колоссальными разрушениями после землетрясения 7 декабря 1988 года блокада дезорганизовала экономику и нанесла сильнейший удар по восстановительным работам (…)

Исходя из понимания нашего долга, мы требуем от советского руководства, а также от мировой общественности решительно осудить армянские погромы и особенно ту расистскую идеологию, которая используется в качестве оправдания со стороны организаторов преступлений.

Мы просим советское руководство и мировую общественность без промедления использовать все имеющиеся возможности для обеспечения защиты и безопасности армянского населения Кавказа и других мест в Советском Союзе. Необходимо окончательно снять блокаду НКАО со стороны Азербайджана. Надо осознать, что насильственная депортация армян из Нагорного Карабаха не может служить решением проблемы, а является преступным нарушением прав человека.

Мировое сообщество государств должно доказать свою приверженность защите прав человека. Равнодушие и молчание в данном случае может стать причиной нового геноцида

## Поставившие подпись
- Дэвид Аарон (Trustee, International League for Human Rights)
- сэр Исайя Берлин (All Souls College, Oxford)
- Уильям Чейс[англ.] (President of Wesleyan University)
- Жак Деррида (Philosophy, École Pratique des Hautes Études, Paris)
- Люк Ферри (Philosophy, University of Rennes)
- Алан Финкелькраут (Philosophy, Paris)
- Ганс Георг Гадамер (Philosophy, University of Heidelberg)
- Андре Глюксманн (Philosophy, Paris)
- Вартан Грегорян (History, Brown University)
- Юрген Хабермас (Philosophy, University of Frankfurt)
- Агнеш Хеллер (Philosophy, The New School for Social Research)
- Бенджамин Хукс[англ.] (Executive Director, NAACP)
- Лешек Колаковский (Philosophy, University of Paris IV, Sorbonne)
- Эммануэль Левинас (Philosophy, University of Paris IV, Sorbonne)
- Адриан Литтелтон[итал.] (History, Johns Hopkins Center for International Studies)
- Жак Пулен[фр.] (Philosophy, University of Paris VIII)
- Хилари Уайтхолл Патнэм
- Поль Рикёр (Philosophy, University of Paris/Nanterre)
- Ричард Рорти (Philosophy, University of North Carolina)
- Джером Шестак[англ.] (Chairman, International League for Human Rights)
- Чарльз Тейлор (Philosophy & Political Science, McGill University, Montreal)
- Рейнер Виль[нем.] (Philosophy, University of Heidelberg)
- Реджинальд Зельник[пол.] (Professor of History, University of California at Berkeley)
- и другие 110 представителей интеллигенции[2]